# Мышкино (Волосовский район)
Мы́шкино — деревня в Сабском сельском поселении Волосовского района Ленинградской области.

## История
Впервые упоминается в Писцовой книге Водской пятины 1500 года как деревня Мышино в Ястребинском Никольском погосте Копорского уезда.
На карте Ингерманландии А. И. Бергенгейма, составленной по шведским материалам 1676 года, она обозначена как деревня Miskina.
На шведской «Генеральной карте провинции Ингерманландии» 1704 года — как Muskina.
Как деревня Мускина она обозначена на «Географическом чертеже Ижорской земли» Адриана Шонбека 1705 года.
Как деревня Мышкино она упомянута на карте Ингерманландии А. Ростовцева 1727 года.
На карте Санкт-Петербургской губернии Ф. Ф. Шуберта 1834 года — как деревня Мышкина, состоящая из 23 крестьянских дворов.

МЫШКИНО — деревня принадлежит братьям Сахаровым, число жителей по ревизии: 84 м. п., 84 ж. п.  (1838 год)

Упоминается на карте Ф. Ф. Шуберта 1844 года как деревня  Мышкина из 23 крестьянских дворов.

МЫШКИНО — деревня ротмистра Сахарова, 10 вёрст по почтовой, а остальное по просёлочной дороге, число дворов — 22, число душ — 78 м. п. (1856 год) 

МЫШКИНО — деревня владельческая при реке Вруде, по правую сторону от 2-й Самерской дороги, число дворов — 24, число жителей: 96 м. п., 105 ж. п.; Часовня. (1862 год) 

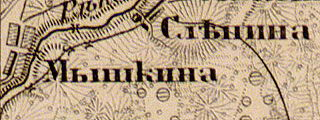
Деревня Мышкино на карте 1863 года

Согласно карте из «Исторического атласа Санкт-Петербургской Губернии» 1863 года, деревня называлась Мышкина.
В 1864 году временнообязанные крестьяне деревни выкупили свои земельные наделы у А. И. Сахарова и стали собственниками земли.
В 1871—1872 годах временнообязанные крестьяне деревни выкупили свои земельные наделы у Н. А. Астафьева и стали собственниками земли.
В конце XIX — начале XX века деревня административно относилась к Редкинской волости 1-го стана Ямбургского уезда Санкт-Петербургской губернии.
С 1917 по 1924 год деревня Мышкино входила в состав Мышкинского сельсовета Редкинской волости Кингисеппского уезда.
С 1924 года в составе Слепинского сельсовета.
Согласно данным переписи населения СССР 1926 года в деревне Мышкино проживали 158 человек, все русские.
С февраля 1927 года в составе Молосковицкой волости. С августа 1927 года, в составе Молосковицкого района.
В 1928 году население деревни Мышкино также составляло 158 человек.
С 1931 года в составе Волосовского района.
По данным 1933 года посёлок Мышкино входил в состав Слепинского сельсовета Волосовского района.

Деревня Мышкино на карте 1940 года

Согласно топографической карте РККА 1940 года деревня насчитывала 42 двора. В деревне была школа.
Деревня была освобождена от немецко-фашистских оккупантов 31 января 1944 года.
С 1954 года в составе Волновского сельсовета.
С 1963 года в составе Кингисеппского района.
С 1965 года вновь в составе Волосовского района. В 1965 году население деревни Мышкино составляло 79 человек.
По данным 1966 года деревня Мышкино также находилась в составе Волновского сельсовета.
По данным 1973 и 1990 годов деревня Мышкино находилась в составе Сабского сельсовета Волосовского района.
В 1997 году в деревне Мышкино проживали 14 человек, деревня относилась к Сабской волости, в 2002 году — 23 человека (русские — 96 %), в 2007 году — 10, в 2010 году — 12 человек.

## География
Деревня расположена в юго-западной части района на автодороге 41А-186 (Толмачёво — автодорога «Нарва»).
Расстояние до административного центра поселения — 6 км.
Расстояние до ближайшей железнодорожной станции Молосковицы — 35 км.
Деревня находится на правом берегу реки Вруда.

## Демография
| 1838 | 1862 | 1997 | 2002 | 2007 | 2010 | 2014 |
| ---- | ---- | ---- | ---- | ---- | ---- | ---- |
| 168  | ↗200 | ↘14  | ↗23  | ↘10  | ↗12  | ↗22  |
| 2017 |      |      |      |      |      |      |
| ↗27  |      |      |      |      |      |      |

### Национальный состав
Согласно данным Всероссийской переписи населения 2021 года в деревне проживал 21 человек, из них:
 русские — 11, азербайджанцы — 9, киргизы — 1 человек.